# Mfaker Halak Mein (álbum)
Mfaker Halak Mein es el segundo álbum de estudio de la cantante Libanesa Melissa, que fue lanzado en el año 2008 y ha tenido mucho éxito en el mundo árabe. Este álbum contiene 8 canciones y también se encuentra un dueto con el cantante Dr.Alban en la canción Habibi - Somebody Call My Name.

## Sencillos
- Mfaker Halak Meen
- Taalali Awam
- Habibi - Somebody Call My Name (ft Dr.Alban)

## Listado de pistas
| N.º | Título                   | Duración |  |
| 1.  | «Mfaker Halak Mein»      | 3:44     |  |
| 2.  | «Wehyat Eineik»          | 3:48     |  |
| 3.  | «Rouh»                   | 3:54     |  |
| 4.  | «Inta Eih Fi Hayati»     | 4:29     |  |
| 5.  | «Ta'alali Awam»          | 4:22     |  |
| 6.  | «Koudwa Ayni»            | 4:02     |  |
| 7.  | «Habibi Irtah»           | 4:57     |  |
| 8.  | «Habibi (Feat Dr.Alban)» | 3:30     |  |